# Big Bud 747

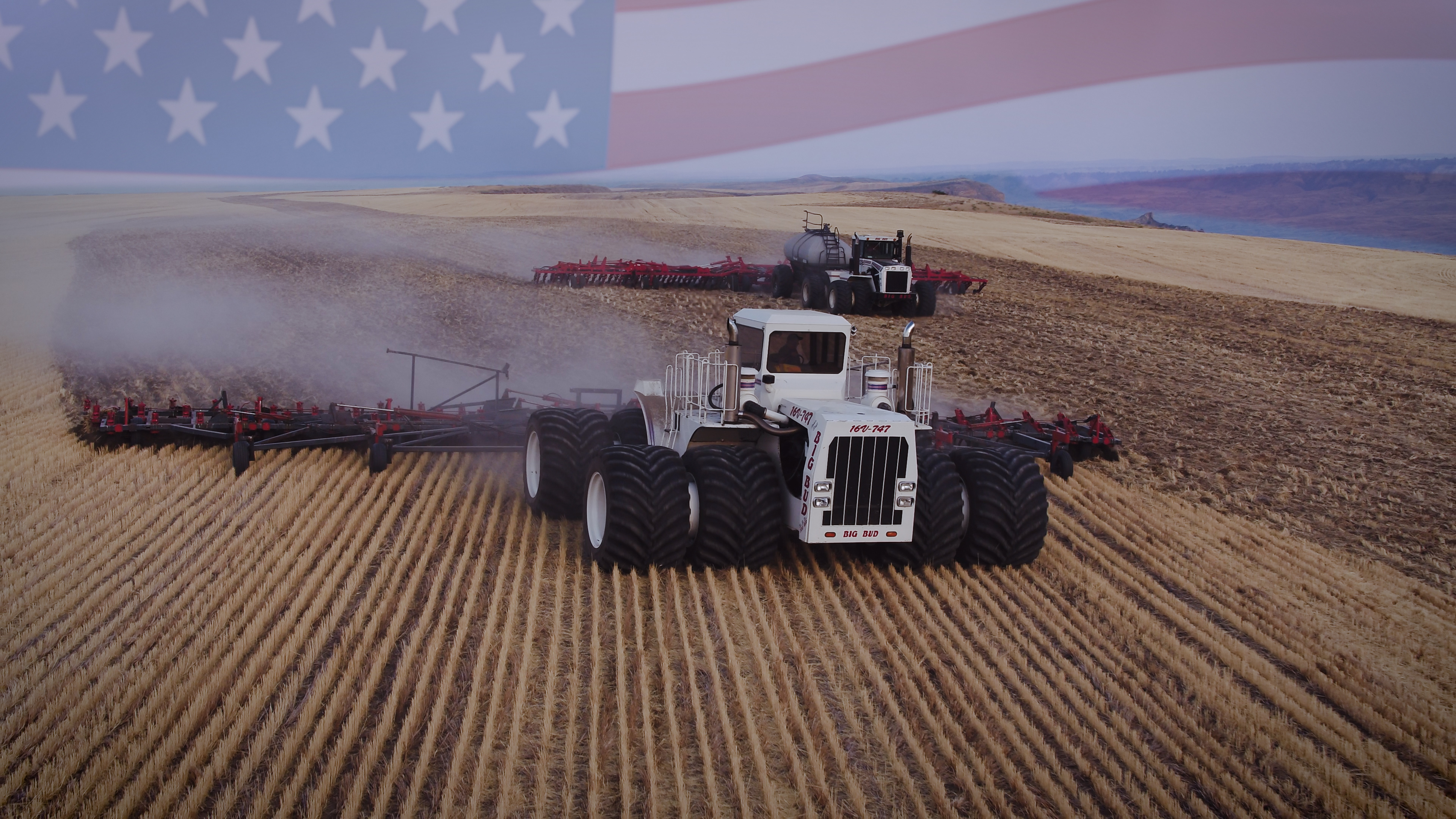
Трактор Big Bud 747 тягне 25 метровий глибокорозпушувач Friggstad полем Центральної частини штату Монтана. За ним їде трактор Big Bud 540, який тягне пневматичну сівалку.

Big Bud 747, або Big Bud 16V-747 — найбільший трактор у світі, який був виготовлений на замовлення у місті Гавр, штат Монтана у 1977 році. Його потужність складає 1100 кінських сил. Власники та учасники виставки презентували Big Bud 747, як «Найбільший трактор у світі», його габарити удвічі перевищують розміри багатьох серійних тракторів залежно від їхніх характеристик.

## Історія
Перші два трактори Big Bud 250, які було вироблено на маленькому заводі Бада Нельсона неподалік міста Гавр, штату Монтана, були придбані у 1968 році, Леонардом М. Семензою для власних полів загальною площею 14.160 Га, які розташовувалися між містами Форт-Бентон та Честер у штаті Монтана. Трактор Big Bud 747 був спроєктований Вілбуром Генслером та виготовлений Роном Гармоном та робітниками з компанії Nothern Manufacturing. Загальна ціна виробництва досягла $300.000. Замовили цей трактор брати Россі: Елмер та Мелвін, фермери які вирощують бавовну у регіоні Олд Рівер, міста Бейкерсфілд у Каліфорнії. На полях братів Росі, що мали площу 8.000 Га, Big Bud 747 пропрацював 11 років, після того, як був викуплений для роботи на полях Віллоубрук у місті Індіалантік, штат Флорида. Там його використовували з глибокорозпушувачем для оброблення полів.
У 1997 році, після перерви у роботі трактора, Роберт та Ренді Вільямси з міста Біг-Сенді, штат Монтана, придбали його недалеко (менш ніж 100 км) від місця де він був виготовлений. З того часу, Big Bud 747 тягнув 24 метровий глибокорозпушувач, культивуючи 0,53 Га за 1 хвилину зі швидкістю 13 км/год, на полях братів Вільямсів в окрузі Чуто, у штаті Монтана.
У липні 2009 року, трактор Big Bud 747 був знятий з постійних робіт та виставлений на показ у музеях, цьому частково послугувало те, що Канадська компанія The United Tire Company of Canada, яка виробляла на замовлення 2,5 метрові шини для трактора, збанкротувала у 2000 році.
Після того, як трактор припинив роботу на полях, у 2014 році він був перевезений до музею Гартленд у місті Індепенденс, у штаті Айова за безстроковим кредитом братів Вільямів. Напередодні у 2013 році, у музеї було збудовано окреме виставкове місце для трактора Big Bud 747.
14 липня 2020 року, 2,5 метрові шини трактора Big Bud, було замінено новими шинами Goodyear LSW1400/30r46, розмір яких був трохи меншим за попередні (близько 2 метрів). Також брати Вільямс замовили нові диски, які ідеально підходили до шин. Після їхнього встановлення, габарити трактора збільшилися до 7,6 метрів у ширину.
У серпні 2020 року, трактор Big Bud 747 знову повернувся на поля братів Вільямсів, де ним культивували землю з 25 метровим глибокорозпушувачем FRIGGSTAD.

## Характеристики

### Загальні
- Висота: 4,3 метри до верхньої частини кабіни[1]. Замінені шини приблизно на 30 сантиметрів менші, за попередньо-встановлені.
- Довжина: рама трактора — 8,2 метри, загальна довжина — 8, 69 метрів разом з дишлем.
- Ширина: 4,06 метрів разом з крилами, або 7,77 метрів разом з подвійними колесами.[1]
- Колісна база: 4,95 метрів
- Шини: 2,4 метри у діаметрі[1], 1 метр у ширину[4] (38''x35'' 16 шарів, здвоєні шини)[4].
- Вага: пустий трактор — 43 тонни[1], із заправленим паливним баком на 4.546 л. — 45 тонн[1], повністю оснащена/збалансована машина — 60 тонн.[4]

### Місткість паливного бака
- Місткість паливного бака 4.546 літрів.[4]
- Об'єм гідравлічного бака 570 літрів.[1]

### Особливості двигуна
- 16-циліндровий двотактний двигун Detroit Diesel 16V92T.[4]
- Потужність: 1.100 кінських сил.
- Робочий об'єм: 24,12 літрів, на один циліндр: 1,51 літр.[4]
- Система наддуву (індукція): 2 (турбіни), 2 механічні нагнітачі.[4]
- Стартер: 24 вольти[1][4], інша електросистема 12 вольт.[4]
- Генератор: 75 ампер.[1]

### Коробка передач
- Передні швидкості: 6[1][4]
- Задні швидкості: 1[1]

### Інші особливості
- Кабіна містить: кондиціонер, опалювач, склоочисники, 2 сидіння, одне з яких обертове, радіо FM, стереосистема з 8 доріжок, встановлена у 1977 році.

## Порівняння з іншими тракторами
Більшість тракторів серійного виробництва, як, наприклад John Deere 9630 мають удвічі меншу потужність, менш ніж наполовину меншу збалансовану вагу, та зазвичай оснащені шести-циліндровими двигунами класу 8.
До 2020 року, декілька нових тракторів, могли конкурувати з Big Bud 747, бо мали потужність більш ніж 600 кінських сил, але важили менше, як, наприклад Fendt 1167, який має потужність 700 кінських сил завдяки двигуну, який працює на низьких обертах, або Case Quadrac, який був виготовлений 2023 року, і має потужність більше 700 кінських сил.
У 2023 році, новий трактор Big Bud 700 був зроблений. Він має 18 літровий двигун та майже 700 кінських сил. У 2025 році компанія John Deere зробила трактор з власним 18 літровим двигуном та потужністю більш ніж 800 кінських сил.

## Офіційна сторінка
- Williams Big Bud Tractor — офіційна веб-сторінка.